# Retrait plastique
Pour les articles homonymes, voir Retrait.
Le retrait plastique (shrinkage en anglais) est la faculté d'un corps à retrouver son état normal après une élévation de température et/ou une déformation plastique. Un faible retrait est requis pour l'obtention de pièces de haute précision dimensionnelle, à tolérance serrée.

## Définition
On désigne par retrait les processus qui conduisent à une réduction des dimensions d’une pièce moulée au cours de sa mise en forme (désigné par le terme « retrait immédiat ») et après sa mise en forme (« retrait différé »). Le contraire du retrait est la dilatation thermique.

## Physique
Comme pratiquement tous les corps se dilatent par élévation de température, ceux-ci subissent un retrait lors de leur retour à la température ambiante.

## Métallurgie
En fonderie, les pièces coulées et principalement leurs modèles sont étudiés en fonction du retrait de la matière au refroidissement.

Par exemple, les modeleurs emploient, pour la confection du modèle, un mètre à retrait. Celui-ci est un instrument de mesure, similaire à tous les mètres, mais qui tient compte du retrait du métal au refroidissement. Pour un métal qui aurait un retrait de 2 %, le mètre à retrait devra mesurer réellement 1,02 m pour obtenir une pièce de 1,00 m après refroidissement. Le modeleur doit donc avoir autant de mètres à retrait différents que les matériaux avec retraits différents pour lesquels il fait les modèles. Une fois le modèle fabriqué, il est utilisé pour fabriquer le nombre de moules, qui recevront l'alliage liquide, nécessaires pour fabriquer le nombre de pièces voulu.
Le soudage, principalement la soudure à l'arc qui engendre ponctuellement de fortes températures, provoque des tensions qui ont une action néfaste sur la géométrie des pièces assemblées. Pour les pièces de faibles sections, un martelage des soudures remédie au problème. Pour les pièces volumineuses, un recuit de stabilisation est nécessaire, surtout si celles-ci doivent être usinées ultérieurement.

## Plasturgie
En général, les plastiques amorphes présentent au refroidissement un retrait inférieur à celui des plastiques semi-cristallins, dont la structure est plus compacte.

Exemples de retraits :
- PVC rigide : 0,4 % (stabilité dimensionnelle élevée) ;
- ABS : 0,2 à 0,6 % ;
- PE-LD : 1,5 à 3 % ;
- PE-HD : 1,5 à 4 % (taux de cristallinité supérieur au PE-LD, retrait important).